# Walter Liederschmitt

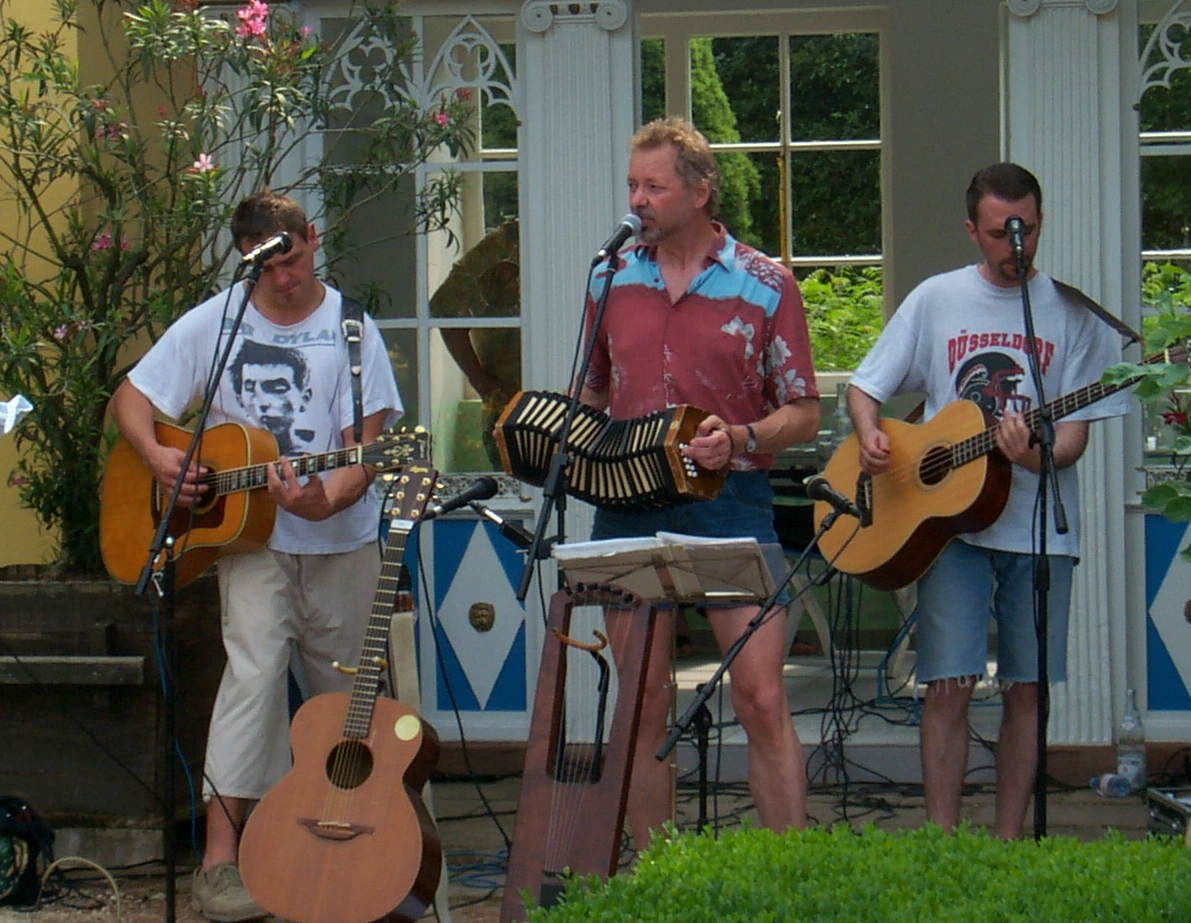
Walter Liederschmitt (Mitte) mit Bänd Woltähr 2005 im Freilichtmuseum Roscheider Hof

Walter Liederschmitt (* 24. April 1949 in Trier als Walter Schmitt; † 23. Oktober 2013 ebenda) war ein deutscher Autor, Liedermacher, Gymnasiallehrer und Sänger der Bänd Woltähr.

## Leben
Aufgewachsen ist Walter Schmitt im Konzer Tälchen. Nach seinem Abitur 1969 leistete er zunächst den Wehrdienst und studierte anschließend Englisch und Französisch auf Lehramt für Gymnasien an der Universität Trier. Während seines Studiums probierte er sich als Straßenmusiker aus. Das Studium beendete er 1977 mit einer Staatsexamensarbeit über die Songpoesie von Bob Dylan. Von 1975 bis 1978 schrieb er ein Buch mit dem Titel „Bob Dylan, alles in allem“. 1979 wurde seine erste LP mit Moselfränkischen Liedern veröffentlicht. Es folgten weitere Publikationen in Moselfränkisch-Platt. 1988 ließ er seinen Namen in Liederschmitt umändern.
Gemeinsam mit Karl-Heinz Singer, dem Schlawenzelkall, war er jahrelang einer der fahrenden Spielleut auf der Burg Cochem.
Von 1993 bis 1996 war er auch ständiger Mitarbeiter beim Trierer Stadtmagazin KATZ, von 1997 bis 1998 beim Nachfolgeblatt neue KATZ und schließlich bei maju!. Darüber hinaus verfasste er zahlreiche Artikel zur Musik- und Theaterbranche sowie Interviews und Reportagen, u. a. im Trierischen Volksfreund und in literamus. Walter Liederschmitt war bis 2011 am Humboldt-Gymnasium Trier als Lehrer tätig, bevor er in den Ruhestand trat. Zuvor lehrte er in Neuwied, Boppard und Koblenz.

## Werke
- Bob Dylan, alles in allem (1978)
- Bob Dylan, halb und halb und eins - Band 1: Lonesome Sparrow - Der einsame Dreckspatz - 1960 - 66 (1981)
- Bob Dylan, halb und halb und eins - Band 2: Die große Spottdrossel - 1967 - 84 (19??)
- Bob Dylan, halb und halb und eins - Band 3: Don't follow Leaders - not even Bob Dylan - Alain Alcot (1981)
- Kelten, Treverer, Trierer (1995)
- Carmina Burana (Nr. 204): Trevir ... per dulzor! in Neues Trierisches Jahrbuch, 2004, Seite 217

## Diskografie (Auswahl)
- Die kromm Musel (LP 1979)
- WOLTÄHR Trierer Venus (CD 1996)
- VOLTAIRE changsongs (CD 1997)
- WOLTÄHR Volkes Stimme (Lieder+Texte zur Revolution 1948/49 in Trier, 1998)
- WOLTÄHR Leiff (CD 2000) (Trierer Tuchfabrik 7. April 2000)
- Trier by night (CD 2003)
- Mir schwaeze Platt (CD 2007)
- mosella (CD 2010)